# Langenhorn (Frise-du-Nord)
Pour les articles homonymes, voir Langenhorn.
Langenhorn (en danois: Langhorn) est une municipalité allemande située dans le land du Schleswig-Holstein et dans l'arrondissement de Frise-du-Nord.

## Personnalités liées à la ville
- Friedrich Paulsen (1846-1908), pédagogue né à Langenhorn.